# Фалеева, Оксана Анатольевна
Оксана Анатольевна Фалеева (род. 3 ноября 1969) — российская самбистка, чемпионка России, Европы, Азии и мира, призёр чемпионата СССР, обладательница Кубков СССР, России, Азии и мира, вице-президент Приморской краевой женской федерации самбо и дзюдо, председатель комиссии по развитию самбо среди женщин в Международной федерации Азии, директор краевой ДЮСШ «Амазонка», Заслуженный мастер спорта России (1996 года), Заслуженный тренер России. Является воспитанницей Юрия Леонтьева.

## Известные воспитанницы
- Вицина, Ольга Вячеславовна;
- Вицина, Юлия Вячеславовна;
- Зенченко, Татьяна Николаевна;
- Квачан, Кристина Владимировна;
- Костенко, Яна Сергеевна;
- Митина, Ольга Александровна;
- Рубель, Полина Валентиновна.